# Charles François de Cisternay du Fay
Charles François de Cisternay du Fay (n. 14 septembrie 1698 - d. 16 iulie 1739) a fost un chimist francez.
Este cunoscut pentru contribuțiile în domeniul fundamentării teoriei electricității.
Este printre primii care a presupus și a dovedit existența a două tipuri de sarcină electrică: pozitivă și negativă.